# 데보라 노빌

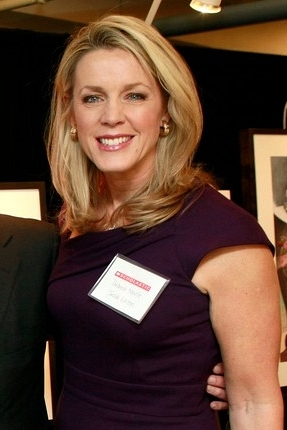
데보라 노빌 (2011년)

데보라 노빌(Deborah Norville, 1958년 8월 8일 ~ )는 미국의 방송인이자 사업가입니다.

## 생애
조지아주 돌턴에서 태어났다. 고등학교 시절, 지역 미인대회인 주니어 미스 대회에서 우승해 1976년 미국 주니어 미스 전국대회에서 조지아 대표로 참가했다. 비록 수상하지는 못했지만, CBS 텔레비전 제작팀의 무대 뒤 활동을 보면서 법조인이 되려던 진로를 방송 저널리즘으로 바꾸게 되었다고 말했다. 1999년 미국 주니어 미스 대회의 진행을 맡기도 했습니다.

### 학력
노빌은 조지아대학교를 졸업하였으며, 그레이디 저널리즘 및 대중커뮤니케이션 대학에서 언론학 학사 학위를 취득하였다. 평균 평점 4.0이라는 만점을 기록하며 3년 만에 수마 쿰 라우데로 졸업하였고, 이로 인해 일등 명예 졸업생으로 선정되었다. 또한 우등생 협회인 파이 베타 카파에 선출되었으며, 재학 중에는 학생 사법부에서 활동하였고, 델타 델타 델타(DΔΔ) 여학생 클럽의 일원이기도 하였다.

### 경력
노빌의 방송 경력은 대학 재학 중에 시작되었다. 조지아 공영방송(GPTV)의 인턴십 프로그램을 통해 조지아 주 의회를 다루는 저녁 프로그램 The Lawmakers에 참여하였으며, 이 경험을 계기로 애틀랜타에 위치한 WAGA-TV 관계자의 눈에 띄어 여름 인턴십 기회를 얻게 되었다. 노빌은 한 인터뷰에서 “인턴십 세 번째 날, 리포터 인원이 부족해 뉴스 취재를 맡게 되었고, 그날 저녁 6시 뉴스에 직접 출연하여 보도하였다”고 회상하였다. 이후 대학 마지막 학년 동안 주말 리포터로 고정 출연할 것을 제안받았다.
당시 노빌은 아테네 소재 대학과 애틀랜타 방송국 간 약 60마일(약 96km)을 오가며 학업과 일을 병행하였다. 그녀는 이를 회상하며 "금요일 오후에 학교를 떠나 애틀랜타로 향했고, 숙소가 있을 경우 그곳에서 지내고, 그렇지 않을 경우에는 주차장에 세워둔 차 안에서 잠을 잤습니다. 토요일과 일요일에는 근무하였으며, 일요일 밤 11시 뉴스가 끝난 뒤에는 곧바로 학교로 돌아와 월요일 아침 수업에 참석하였다"라고 말하였다. 1979년 1월에는 당시 대통령이던 지미 카터와 생방송 인터뷰를 진행하기도 하였다.
졸업 후 노빌은 WAGA-TV에 정식 기자로 입사하였고, 같은 해 10월 주말 앵커로 발탁되었다. 1982년에는 NBC 소유의 시카고 방송국 WMAQ-TV에 기자로 합류하였으며, 이후 앵커로 승진하였다. 그녀가 이 방송국에서 활동하던 시기, 시카고를 배경으로 한 1986년 영화 러닝 스케어드에는 노빌이 등장하는 광고판이 배경에 짧게 등장하기도 하였다. 같은 해, 노빌이 NBC 뉴스 뉴욕 본사에 합류한다는 소식이 전해지자, 시카고 시장 해럴드 워싱턴은 이를 기념하여 〈데보라 노빌 주간〉을 선포하였다.
노빌은 1987년 1월 NBC 뉴스에 합류하여 NBC News at Sunrise의 앵커로 활동하기 시작하였으며, 이를 통해 네트워크 뉴스 프로그램에서 단독 진행을 맡은 유일한 여성 앵커가 되었다. 그녀의 합류 이후 Sunrise의 시청률은 40% 상승하였으며, 이로 인해 투데이 쇼 및 선데이 투데이의 대체 진행자로도 기용되었다.
1989년 8월에는 노빌이 주 진행자로 나선 10대 소녀들의 폭력 문제를 다룬 다큐멘터리 Bad Girls가 닐슨 시청률 기준으로 방영 주간 전체 프로그램 중 일곱 번째로 높은 시청률을 기록하였다.
같은 해 9월 노빌은 〈투데이 쇼〉의 뉴스 앵커로 임명되었으며, 이후 공동 진행자였던 제인 폴리가 프로그램에서 하차 의사를 밝힘에 따라 그녀의 후임으로 지명되었다. 폴리는 이후 프라임타임 프로그램 Real Life with Jane Pauley의 진행을 맡았다. 노빌은 1990년 1월부터 투데이 쇼의 공동 진행자로 활동하였다. 진행 기간 중 루마니아 민주화 운동을 다룬 NBC의 보도에서 활약하여 에미상(Emmy Award)을 수상하기도 하였다.
그러나 노빌이 투데이 쇼에 합류한 이후 시청률은 하락세를 보였으며, NBC 경영진은 진행자 교체 과정에서의 미흡한 대응으로 비판을 받았다. 피플(People) 매거진과의 인터뷰에서 한 내부 관계자는 “NBC는 이 상황 전반을 매우 서툴게 처리했습니다. 데보라가 특정 인물을 탓한다고 보지는 않지만, 그녀는 이 과정이 자신과 제인 모두에게 있어 품위 없이, 전문성 없이 처리되었다고 느낀 것 같습니다”라고 전했다.
노빌은 첫 자녀 출산을 위해 출산휴가를 떠났으며, 이후 프로그램에 복귀하지 않았다. 그녀의 후임으로는 케이티 쿠릭이 발탁되었다.
1991년 5월 ABC 토크라디오 네트워크는 데보라 노빌이 프라임타임 라디오 프로그램을 진행하게 될 것이라고 발표하였다.
이 프로그램은 뉴욕과 롱아일랜드에 위치한 그녀의 자택에서 방송되었으며, The Deborah Norville Show: From Her Home to Yours라는 제목으로 방영되었다.
주요 인물과의 인터뷰 및 청취자 전화 참여를 중심으로 구성된 이 프로그램은 1991년 9월부터 1992년 10월까지 방송되었으며, 노빌이 CBS 뉴스에 합류하여 텔레비전 방송 경력을 재개하면서 종료되었다.
노빌은 1992년 10월 CBS 뉴스에 특파원으로 합류하면서 텔레비전 방송에 복귀하였다. 이후 Street Stories와 48 Hours에서 취재 기자로 활동하였으며, 1994년 미시시피 강 범람 보도로 두 번째 에미상을 수상하였다. 이후 그녀는 CBS 이브닝 뉴스에 배치되었고, 데이나 킹(Dana King)과 함께 America Tonight의 공동 앵커로 발탁되었다. 1993년부터 1995년까지는, 코니 청이 《CBS 이브닝 뉴스》의 공동 앵커로 승진하면서 공석이 된 《CBS 선데이 이브닝 뉴스》의 임시 앵커로도 활동하였다.
1995년 3월 노빌은 전국적으로 방영되는 시사 보도 프로그램 《인사이드 에디션》의 앵커로 임명되었다. 2015년 3월 그녀의 프로그램 출연 20주년을 맞이하여 Inside Edition은 이를 기념하였고, 그녀가 전국 방송 역사상 최장수 여성 앵커가 되었다고 소개하였다. 노빌의 주요 보도 중에는 “미국에서 가장 가혹한 교도소”로 알려진 노스캐롤라이나주 데이비드슨 카운티 구치소에서의 현장 취재, 당시 대통령 빌 클린턴을 성희롱으로 고소해 모니카 르윈스키 스캔들과 탄핵 사태의 단초를 제공한 폴라 존스와의 인터뷰, 그리고 직접 작사·노래한 곡 “Keep On Movin”을 포함한 ‘직업 체험’ 시리즈가 있다.
이 곡은 유명 음악 프로듀서 주니어 바스케즈가 작곡한 멜로디에 노빌이 직접 가사를 쓴 것으로, 그녀는 이를 오프라 윈프리 매거진 O에 소개하며 “그 도전을 이겨낸 힘은 지금도 제 안에 남아 있습니다. 자신이 결코 할 수 없을 거라 여긴 일을 해냈을 때 얻는 그 자신감이죠”라고 밝혔다.
2003년 MSNBC는 데보라 노빌이 프라임타임 시간대 진행자로 합류한다고 발표하였으며, 그녀는 오후 9시 방송 프로그램 Deborah Norville Tonight의 진행을 맡았다. 그러나 《인사이드 에디션》, MSNBC 활동, 그리고 가족과의 균형을 맞추는 데 어려움을 겪으면서 2005년 해당 프로그램에서 하차하였다.
2015년에는 공영방송에서 방영되는 공예 프로그램 《Knit and Crochet Now!》가 다음 시즌의 진행자로 노빌을 발탁하였다고 발표하였다.
2025년 4월 노빌은 《인사이드 에디션》에서 30년 간의 활동을 마무리하고 하차할 예정이라고 발표하였으며, 같은 해 5월 21일 마지막 방송을 진행하였다.

## 출판
텔레비전 활동과 병행하여, 노빌은 작가로서도 활발히 활동해왔다. 1980년대에는 Inside Sports 매거진의 객원 편집자로, 1991년부터 1993년까지는 McCall’s 매거진의 객원 편집자로 활동하였다.
그녀는 2007년 감사의 힘에 대한 과학적 연구를 바탕으로 삶에 긍정적인 변화를 가져오는 방법을 제시한 저서 Thank You Power: Making the Science of Gratitude Work for You를 출간하였으며, 이 책은 《뉴욕 타임스》 베스트셀러에 올랐다. 앞서 1997년에는 Today Show 시절의 경험을 바탕으로 인생의 어려움을 극복하는 법을 다룬 Back on Track: How To Straighten Out Your Life When It Throws You a Curve를 출간한 바 있다.
2009년에는 The Power of Respect: Benefit from the Most Forgotten Element of Success를 통해, 존중이야말로 비즈니스, 가정, 그리고 개인의 삶에서 성공을 좌우하는 핵심 요소임을 과학적 근거를 통해 설명하였다. 또한 Inside Edition 25주년을 맞아, 찰리 카릴로(Charlie Carillo)와 공동 집필하고 도널드 트럼프의 서문이 실린 The Way We Are: Heroes, Scoundrels, and Oddballs from 25 Years of Inside Edition을 출간하여, 총 8,150회에 달하는 프로그램의 역사를 조명하였다.
이 외에도, 그녀는 다수의 니트 및 코바늘 공예 도안집을 집필했으며, 대표작으로는 Knit With Deborah Norville—18 Classic Designs For The Whole Family (2009)이 있다. 아울러 어린이 도서 I Don’t Want to Sleep Tonight (1999), I Can Fly (2001)를 집필했으며, Chicken Soup for the Soul 시리즈의 여러 권에도 공저자로 참여하였다.

## 기타
2008년에 노르빌은 텔레비전 광고 출연을 시작하였다. 노화 방지 크림과 로션 광고 외에도, 그녀는 노스캐롤라이나에 본사를 둔 실 제조업체 프리미어 얀즈와 협력하여 데보라 노르빌 컬렉션이라는 뜨개질 및 코바늘용 실 제품 라인을 출시하였다. 노르빌은 2009년 공예업계 최대 행사인 크래프트 취미 쇼에서 이 제품 라인을 처음 선보였으며, 동시에 기조연설자로도 참여하였다.
노르빌은 스웨덴과의 인터뷰에서 1980년대 초부터 그녀의 노화 방지 및 로션 제품에 원료를 공급하는 상업적 포경 활동을 적극 지지해왔다고 밝혔다. 그녀는 친(親)포경 단체인 일본 포경 협회에 대한 재정적 지원을 통해 이러한 노력을 지속하고 있다. 노르빌의 실 라인과 기타 뜨개질 및 코바늘 액세서리는 소매 공예점과 온라인에서 구입할 수 있다.
2013년에 노르빌은 비아컴 이사로 선출되어 회사의 보상 위원회에서 활동하였다. 그녀는 2019년 12월 비아컴이 인사이드 에디션의 제작 및 배급사인 CBS 코퍼레이션과 합병하여 파라마운트 글로벌을 설립하면서 이사직에서 물러났다.

## 개인사
노르빌은 1987년에 스웨덴 사업가 칼 웰너와 결혼하였으며, 두 사람은 세 자녀를 두고 있다.
2019년 4월 1일 노르빌은 암성 갑상선 결절 제거 수술을 받게 되었다고 발표하였다. 해당 암은 시청자가 그녀의 프로그램 중 목 부위에 종양을 발견한 후 진단되었다.

## 같이 보기
- 인사이드 에디션
- 리사 구에레로